# Nathaniel Atkinson
Nathaniel Atkinson (Launceston, 13 de junio de 1999) es un futbolista australiano que juega en la demarcación de defensa para el Melbourne City F. C. de la A-League.

## Selección nacional
Tras jugar en la selección de fútbol sub-20 de Australia y la sub-23, finalmente hizo su debut con la selección absoluta el 29 de marzo de 2022 en un encuentro de clasificación para la Copa Mundial de Fútbol de 2022 contra Arabia Saudita que finalizó con un resultado de 1-0 a favor del combinado saudita tras el gol de Salem Al-Dawsari. Además disputó los Juegos Olímpicos de Tokio 2020.

## Clubes
| Club                       | País      | Año       | Partidos | Goles |
| -------------------------- | --------- | --------- | -------- | ----- |
| Melbourne City F. C. Youth | Australia | 2016-2017 | 32       | 8     |
| Melbourne City F. C.       | Australia | 2017-2022 | 80       | 4     |
| Heart of Midlothian F. C.  | Escocia   | 2022-2024 | 72       | 3     |
| Melbourne City F. C.       | Australia | 2024-     | 28       | 1     |

## Palmarés

### Títulos nacionales
| Título   | Club                 | País      | Año  |
| -------- | -------------------- | --------- | ---- |
| A-League | Melbourne City F. C. | Australia | 2021 |
| A-League | Melbourne City F. C. | Australia | 2025 |